# Collegio elettorale di Torino V (Regno di Sardegna)
Il collegio elettorale di Torino V è stato un collegio elettorale uninominale del Regno di Sardegna per l'elezione della Camera dei deputati. 

## Storia
Fu istituito con il Regio editto del 17 marzo 1848.
Il collegio venne riconfermato con la riforma del 1859.

## Territorio
Inizialmente era uno dei sette collegi in cui era divisa la città di Torino.
(Legge 17 marzo 1848)
Nel 1859 il numero di collegi di Torino scese a sei.
(Legge 20 novembre 1859 )

## Dati elettorali
Nel collegio si svolsero votazioni per sette legislature. Dopo la dichiarazione del Regno d'Italia il territorio divenne pare del collegio  di Ivrea.

### I legislatura
Le votazioni si svolsero in 222 collegi uninominali a doppio turno. Come previsto dal decreto n. 680 del 17 marzo 1848, era eletto al primo turno il candidato che «riunisce in suo favore più del terzo dei voti del total numero dei membri componenti il collegio e più della metà dei suffragi dati dai votanti presenti all'adunanza» (art. 92). Se nessun candidato era eletto, al ballottaggio tra i due candidati con più voti era eletto chi otteneva il maggior numero di voti (art. 93) o, in caso di ugual numero di voti, il maggiore d'età (art. 94).
| Partito                            | Partito                            | Candidato                          | Risultati 27 aprile 1848 | Risultati 27 aprile 1848 |
| Partito                            | Partito                            | Candidato                          | Voti                     | %                        |
| ---------------------------------- | ---------------------------------- | ---------------------------------- | ------------------------ | ------------------------ |
|                                    | —                                  | Evasio Radice                      | 264                      | 77,65                    |
|                                    | —                                  | Ercole Ricotti                     | 76                       | 22,35                    |
|                                    |                                    |                                    |                          |                          |
| Iscritti                           | Iscritti                           | Iscritti                           | 497                      | 100,00                   |
| ↳ Votanti (% su iscritti)          | ↳ Votanti (% su iscritti)          | ↳ Votanti (% su iscritti)          | 391                      | 78,67                    |
| ↳ Voti validi (% su votanti)       | ↳ Voti validi (% su votanti)       | ↳ Voti validi (% su votanti)       | 340                      | 86,96                    |
| ↳ Schede non valide (% su votanti) | ↳ Schede non valide (% su votanti) | ↳ Schede non valide (% su votanti) | 51                       | 13,04                    |
| ↳ Astenuti (% su iscritti)         | ↳ Astenuti (% su iscritti)         | ↳ Astenuti (% su iscritti)         | 106                      | 21,33                    |

L'onorevole Radice nell’agosto 1848 fu nominato incaricato d'affari a Francoforte e conseguentemente decadde dalla carica. Il collegio fu riconvocato.
| Partito                            | Partito                            | Candidato                          | Risultati 30 settembre 1848 | Risultati 30 settembre 1848 |
| Partito                            | Partito                            | Candidato                          | Voti                        | %                           |
| ---------------------------------- | ---------------------------------- | ---------------------------------- | --------------------------- | --------------------------- |
|                                    | —                                  | Evasio Radice                      | 76                          | 64,96                       |
|                                    | —                                  | Ottavio Thaon di Revel             | 41                          | 35,04                       |
|                                    |                                    |                                    |                             |                             |
| Iscritti                           | Iscritti                           | Iscritti                           | 497                         | 100,00                      |
| ↳ Votanti (% su iscritti)          | ↳ Votanti (% su iscritti)          | ↳ Votanti (% su iscritti)          | 138                         | 27,77                       |
| ↳ Voti validi (% su votanti)       | ↳ Voti validi (% su votanti)       | ↳ Voti validi (% su votanti)       | 117                         | 84,78                       |
| ↳ Schede non valide (% su votanti) | ↳ Schede non valide (% su votanti) | ↳ Schede non valide (% su votanti) | 21                          | 15,22                       |
| ↳ Astenuti (% su iscritti)         | ↳ Astenuti (% su iscritti)         | ↳ Astenuti (% su iscritti)         | 359                         | 72,23                       |

### II legislatura
Le votazioni si svolsero in 222 collegi uninominali a doppio turno con la stessa normativa precedente (al primo turno un numero di voti maggiore di un terzo degli iscritti).
| Partito                            | Partito                            | Candidato                          | Risultati 22 gennaio 1849 | Risultati 22 gennaio 1849 |
| Partito                            | Partito                            | Candidato                          | Voti                      | %                         |
| ---------------------------------- | ---------------------------------- | ---------------------------------- | ------------------------- | ------------------------- |
|                                    | —                                  | Vincenzo Gioberti                  | 215                       | 62,14                     |
|                                    | —                                  | Pier Dionigi Pinelli               | 131                       | 37,86                     |
|                                    |                                    |                                    |                           |                           |
| Iscritti                           | Iscritti                           | Iscritti                           | 457                       | 100,00                    |
| ↳ Votanti (% su iscritti)          | ↳ Votanti (% su iscritti)          | ↳ Votanti (% su iscritti)          | 364                       | 79,65                     |
| ↳ Voti validi (% su votanti)       | ↳ Voti validi (% su votanti)       | ↳ Voti validi (% su votanti)       | 346                       | 95,05                     |
| ↳ Schede non valide (% su votanti) | ↳ Schede non valide (% su votanti) | ↳ Schede non valide (% su votanti) | 18                        | 4,95                      |
| ↳ Astenuti (% su iscritti)         | ↳ Astenuti (% su iscritti)         | ↳ Astenuti (% su iscritti)         | 93                        | 20,35                     |

L'onorevole Gioberti il 17 febbraio 1849 optò per il  collegio di Torino III. Il collegio fu riconvocato.
| Partito                            | Partito                            | Candidato                          | Primo turno 20 marzo 1849 | Primo turno 20 marzo 1849 | Ballottaggio 21 marzo 1849 | Ballottaggio 21 marzo 1849 |
| Partito                            | Partito                            | Candidato                          | Voti                      | %                         | Voti                       | %                          |
| ---------------------------------- | ---------------------------------- | ---------------------------------- | ------------------------- | ------------------------- | -------------------------- | -------------------------- |
|                                    | —                                  | Pier Dionigi Pinelli               | 137                       | 58,80                     | 159                        | 58,24                      |
|                                    | —                                  | Giorgio Pallavicino Trivulzio      | 96                        | 41,20                     | 114                        | 41,76                      |
|                                    |                                    |                                    |                           |                           |                            |                            |
| Iscritti                           | Iscritti                           | Iscritti                           | 457                       | 100,00                    | 457                        | 100,00                     |
| ↳ Votanti (% su iscritti)          | ↳ Votanti (% su iscritti)          | ↳ Votanti (% su iscritti)          | 243                       | 53,17                     | 274                        | 59,96                      |
| ↳ Voti validi (% su votanti)       | ↳ Voti validi (% su votanti)       | ↳ Voti validi (% su votanti)       | 233                       | 95,88                     | 273                        | 99,64                      |
| ↳ Schede non valide (% su votanti) | ↳ Schede non valide (% su votanti) | ↳ Schede non valide (% su votanti) | 10                        | 4,12                      | 1                          | 0,36                       |
| ↳ Astenuti (% su iscritti)         | ↳ Astenuti (% su iscritti)         | ↳ Astenuti (% su iscritti)         | 214                       | 46,83                     | 183                        | 40,04                      |

### III legislatura
Le votazioni si svolsero in 204 collegi uninominali a doppio turno con la normativa del 1848 (al primo turno un numero di voti maggiore di un terzo degli iscritti).
| Partito                            | Partito                            | Candidato                          | Primo turno 15 luglio 1849 | Primo turno 15 luglio 1849 | Ballottaggio 22 luglio 1849 | Ballottaggio 22 luglio 1849 |
| Partito                            | Partito                            | Candidato                          | Voti                       | %                          | Voti                        | %                           |
| ---------------------------------- | ---------------------------------- | ---------------------------------- | -------------------------- | -------------------------- | --------------------------- | --------------------------- |
|                                    | —                                  | Giovanni Cavalli                   | 145                        | 45,17                      | 164                         | 50,31                       |
|                                    | —                                  | Pier Dionigi Pinelli               | 176                        | 54,83                      | 162                         | 49,69                       |
|                                    |                                    |                                    |                            |                            |                             |                             |
| Iscritti                           | Iscritti                           | Iscritti                           | 530                        | 100,00                     | 530                         | 100,00                      |
| ↳ Votanti (% su iscritti)          | ↳ Votanti (% su iscritti)          | ↳ Votanti (% su iscritti)          | 330                        | 62,26                      | 326                         | 61,51                       |
| ↳ Voti validi (% su votanti)       | ↳ Voti validi (% su votanti)       | ↳ Voti validi (% su votanti)       | 321                        | 97,27                      | 326                         | 100,00                      |
| ↳ Schede non valide (% su votanti) | ↳ Schede non valide (% su votanti) | ↳ Schede non valide (% su votanti) | 9                          | 2,73                       | 0                           | 0,00                        |
| ↳ Astenuti (% su iscritti)         | ↳ Astenuti (% su iscritti)         | ↳ Astenuti (% su iscritti)         | 200                        | 37,74                      | 204                         | 38,49                       |

### IV legislatura
Le votazioni si svolsero in 204 collegi uninominali a doppio turno con la normativa del 1848 (al primo turno un numero di voti maggiore di un terzo degli iscritti).
| Partito                            | Partito                            | Candidato                          | Risultati 9 dicembre 1849 | Risultati 9 dicembre 1849 |
| Partito                            | Partito                            | Candidato                          | Voti                      | %                         |
| ---------------------------------- | ---------------------------------- | ---------------------------------- | ------------------------- | ------------------------- |
|                                    | —                                  | Pier Dionigi Pinelli               | 232                       | 62,37                     |
|                                    | —                                  | Giovanni Cavalli                   | 140                       | 37,63                     |
|                                    |                                    |                                    |                           |                           |
| Iscritti                           | Iscritti                           | Iscritti                           | 533                       | 100,00                    |
| ↳ Votanti (% su iscritti)          | ↳ Votanti (% su iscritti)          | ↳ Votanti (% su iscritti)          | 412                       | 77,30                     |
| ↳ Voti validi (% su votanti)       | ↳ Voti validi (% su votanti)       | ↳ Voti validi (% su votanti)       | 372                       | 90,29                     |
| ↳ Schede non valide (% su votanti) | ↳ Schede non valide (% su votanti) | ↳ Schede non valide (% su votanti) | 40                        | 9,71                      |
| ↳ Astenuti (% su iscritti)         | ↳ Astenuti (% su iscritti)         | ↳ Astenuti (% su iscritti)         | 121                       | 22,70                     |

L'onorevole Pinelli optò per il collegio di Cuorgnè il 2 gennaio 1850. Il collegio fu riconvocato.
| Partito                            | Partito                            | Candidato                          | Primo turno 2 febbraio 1850 | Primo turno 2 febbraio 1850 | Ballottaggio 3 febbraio 1850 | Ballottaggio 3 febbraio 1850 |
| Partito                            | Partito                            | Candidato                          | Voti                        | %                           | Voti                         | %                            |
| ---------------------------------- | ---------------------------------- | ---------------------------------- | --------------------------- | --------------------------- | ---------------------------- | ---------------------------- |
|                                    | —                                  | Luigi Bolmida                      | 136                         | 55,97                       | 170                          | 54,31                        |
|                                    | —                                  | Riccardo Sineo                     | 107                         | 44,03                       | 143                          | 45,69                        |
|                                    |                                    |                                    |                             |                             |                              |                              |
| Iscritti                           | Iscritti                           | Iscritti                           | 533                         | 100,00                      | 533                          | 100,00                       |
| ↳ Votanti (% su iscritti)          | ↳ Votanti (% su iscritti)          | ↳ Votanti (% su iscritti)          | 314                         | 58,91                       | 316                          | 59,29                        |
| ↳ Voti validi (% su votanti)       | ↳ Voti validi (% su votanti)       | ↳ Voti validi (% su votanti)       | 243                         | 77,39                       | 313                          | 99,05                        |
| ↳ Schede non valide (% su votanti) | ↳ Schede non valide (% su votanti) | ↳ Schede non valide (% su votanti) | 71                          | 22,61                       | 3                            | 0,95                         |
| ↳ Astenuti (% su iscritti)         | ↳ Astenuti (% su iscritti)         | ↳ Astenuti (% su iscritti)         | 219                         | 41,09                       | 217                          | 40,71                        |

### V legislatura
Le votazioni si svolsero in 204 collegi uninominali a doppio turno con la normativa del 1848 (al primo turno un numero di voti maggiore di un terzo degli iscritti).
| Partito                            | Partito                            | Candidato                          | Primo turno 8 dicembre 1853 | Primo turno 8 dicembre 1853 | Ballottaggio 11 dicembre 1853 | Ballottaggio 11 dicembre 1853 |
| Partito                            | Partito                            | Candidato                          | Voti                        | %                           | Voti                          | %                             |
| ---------------------------------- | ---------------------------------- | ---------------------------------- | --------------------------- | --------------------------- | ----------------------------- | ----------------------------- |
|                                    | —                                  | Giovanni Cavalli                   | 140                         | 46,51                       | 165                           | 51,72                         |
|                                    | —                                  | Luigi Bolmida                      | 161                         | 53,49                       | 154                           | 48,28                         |
|                                    |                                    |                                    |                             |                             |                               |                               |
| Iscritti                           | Iscritti                           | Iscritti                           | 571                         | 100,00                      | 571                           | 100,00                        |
| ↳ Votanti (% su iscritti)          | ↳ Votanti (% su iscritti)          | ↳ Votanti (% su iscritti)          | 371                         | 64,97                       | 322                           | 56,39                         |
| ↳ Voti validi (% su votanti)       | ↳ Voti validi (% su votanti)       | ↳ Voti validi (% su votanti)       | 301                         | 81,13                       | 319                           | 99,07                         |
| ↳ Schede non valide (% su votanti) | ↳ Schede non valide (% su votanti) | ↳ Schede non valide (% su votanti) | 70                          | 18,87                       | 3                             | 0,93                          |
| ↳ Astenuti (% su iscritti)         | ↳ Astenuti (% su iscritti)         | ↳ Astenuti (% su iscritti)         | 200                         | 35,03                       | 249                           | 43,61                         |

L'onorevole Cavalli, tenente colonnello, il 14 febbraio 1856 fu promosso al grado di colonnello e conseguentemente decadde dalla carica. Il collegio fu riconvocato.
| Partito                            | Partito                            | Candidato                          | Primo turno 9 marzo 1856 | Primo turno 9 marzo 1856 | Ballottaggio 10 marzo 1856 | Ballottaggio 10 marzo 1856 |
| Partito                            | Partito                            | Candidato                          | Voti                     | %                        | Voti                       | %                          |
| ---------------------------------- | ---------------------------------- | ---------------------------------- | ------------------------ | ------------------------ | -------------------------- | -------------------------- |
|                                    | —                                  | Giovanni Cavalli                   | 150                      | 88,24                    | 129                        | 90,85                      |
|                                    | —                                  | Pietro Massino Turina              | 20                       | 11,76                    | 13                         | 9,15                       |
|                                    |                                    |                                    |                          |                          |                            |                            |
| Iscritti                           | Iscritti                           | Iscritti                           | 644                      | 100,00                   | 644                        | 100,00                     |
| ↳ Votanti (% su iscritti)          | ↳ Votanti (% su iscritti)          | ↳ Votanti (% su iscritti)          | 179                      | 27,80                    | 142                        | 22,05                      |
| ↳ Voti validi (% su votanti)       | ↳ Voti validi (% su votanti)       | ↳ Voti validi (% su votanti)       | 170                      | 94,97                    | 142                        | 100,00                     |
| ↳ Schede non valide (% su votanti) | ↳ Schede non valide (% su votanti) | ↳ Schede non valide (% su votanti) | 9                        | 5,03                     | 0                          | 0,00                       |
| ↳ Astenuti (% su iscritti)         | ↳ Astenuti (% su iscritti)         | ↳ Astenuti (% su iscritti)         | 465                      | 72,20                    | 502                        | 77,95                      |

### VI legislatura
Le votazioni si svolsero in 204 collegi uninominali a doppio turno dopo la modifica dei collegi della Sardegna nel 1856; venne applicata la normativa del 1848 (al primo turno un numero di voti maggiore di un terzo degli iscritti).
| Partito                            | Partito                            | Candidato                          | Risultati 15 novembre 1857 | Risultati 15 novembre 1857 |
| Partito                            | Partito                            | Candidato                          | Voti                       | %                          |
| ---------------------------------- | ---------------------------------- | ---------------------------------- | -------------------------- | -------------------------- |
|                                    | —                                  | Giovanni Cavalli                   | 246                        | 74,77                      |
|                                    | —                                  | Giorgio Briano                     | 83                         | 25,23                      |
|                                    |                                    |                                    |                            |                            |
| Iscritti                           | Iscritti                           | Iscritti                           | 577                        | 100,00                     |
| ↳ Votanti (% su iscritti)          | ↳ Votanti (% su iscritti)          | ↳ Votanti (% su iscritti)          | 336                        | 58,23                      |
| ↳ Voti validi (% su votanti)       | ↳ Voti validi (% su votanti)       | ↳ Voti validi (% su votanti)       | 329                        | 97,92                      |
| ↳ Schede non valide (% su votanti) | ↳ Schede non valide (% su votanti) | ↳ Schede non valide (% su votanti) | 7                          | 2,08                       |
| ↳ Astenuti (% su iscritti)         | ↳ Astenuti (% su iscritti)         | ↳ Astenuti (% su iscritti)         | 241                        | 41,77                      |

### VII legislatura
Le votazioni si svolsero in 387 collegi uninominali a doppio turno. Come previsto dalla legge elettorale del 20 novembre 1859, era eletto al primo turno il candidato che «riunisce in suo favore più del terzo dei voti del total numero dei membri componenti il collegio e più della metà dei suffragi dati dai votanti presenti all'adunanza» (art. 91). Se nessun candidato era eletto, al ballottaggio tra i due candidati con più voti era eletto chi otteneva il maggior numero di voti (art. 92) o, in caso di ugual numero di voti, il maggiore d'età (art. 93).
| Partito                            | Partito                            | Candidato                          | Risultati 25 marzo 1860 | Risultati 25 marzo 1860 |
| Partito                            | Partito                            | Candidato                          | Voti                    | %                       |
| ---------------------------------- | ---------------------------------- | ---------------------------------- | ----------------------- | ----------------------- |
|                                    | —                                  | Saverio Francesco Vegezzi          | 208                     | 93,27                   |
|                                    | —                                  | Voti dispersi                      | 15                      | 6,73                    |
|                                    |                                    |                                    |                         |                         |
| Iscritti                           | Iscritti                           | Iscritti                           | 450                     | 100,00                  |
| ↳ Votanti (% su iscritti)          | ↳ Votanti (% su iscritti)          | ↳ Votanti (% su iscritti)          | 229                     | 50,89                   |
| ↳ Voti validi (% su votanti)       | ↳ Voti validi (% su votanti)       | ↳ Voti validi (% su votanti)       | 223                     | 97,38                   |
| ↳ Schede non valide (% su votanti) | ↳ Schede non valide (% su votanti) | ↳ Schede non valide (% su votanti) | 6                       | 2,62                    |
| ↳ Astenuti (% su iscritti)         | ↳ Astenuti (% su iscritti)         | ↳ Astenuti (% su iscritti)         | 221                     | 49,11                   |

L'onorevole Vegezzi il 13 aprile 1860 optò per il collegio di Garessio. Il collegio fu riconvocato.
| Partito                            | Partito                            | Candidato                          | Primo turno 6 maggio 1860 | Primo turno 6 maggio 1860 | Ballottaggio 10 maggio 1860 | Ballottaggio 10 maggio 1860 |
| Partito                            | Partito                            | Candidato                          | Voti                      | %                         | Voti                        | %                           |
| ---------------------------------- | ---------------------------------- | ---------------------------------- | ------------------------- | ------------------------- | --------------------------- | --------------------------- |
|                                    | —                                  | Benedetto Fabre                    | 99                        | 76,15                     | 80                          | 62,99                       |
|                                    | —                                  | Giuseppe Garibaldi                 | 31                        | 23,85                     | 47                          | 37,01                       |
|                                    |                                    |                                    |                           |                           |                             |                             |
| Iscritti                           | Iscritti                           | Iscritti                           | 450                       | 100,00                    | 450                         | 100,00                      |
| ↳ Votanti (% su iscritti)          | ↳ Votanti (% su iscritti)          | ↳ Votanti (% su iscritti)          | 137                       | 30,44                     | 128                         | 28,44                       |
| ↳ Voti validi (% su votanti)       | ↳ Voti validi (% su votanti)       | ↳ Voti validi (% su votanti)       | 130                       | 94,89                     | 127                         | 99,22                       |
| ↳ Schede non valide (% su votanti) | ↳ Schede non valide (% su votanti) | ↳ Schede non valide (% su votanti) | 7                         | 5,11                      | 1                           | 0,78                        |
| ↳ Astenuti (% su iscritti)         | ↳ Astenuti (% su iscritti)         | ↳ Astenuti (% su iscritti)         | 313                       | 69,56                     | 322                         | 71,56                       |